# Annaka
Annaka (Japans: 安中市, Annaka-shi) is een stad in de Japanse prefectuur Gunma op het eiland Honshu, Japan.

## Geschiedenis
Annaka was een poststation langs de Nakasendō de hoofdweg uit de Edoperiode door het Japanse binnenland.
Op 1 maart 1955 werd de oude gemeente Annaka samengevoegd met drie gemeentes en vier dorpen tot de nieuwe gemeente Annaka (安中町, Annaka-machi)
Op 1 november 1958 werd Annaka een stad (shi).
Op 18 maart 2006 werd Annaka uitgebreid met de gemeente Matsuida (松井田町, Matsuida-machi).

## Verkeer
Annaka ligt aan de Nagano-shinkansen en de Shin'etsu-hoofdlijn van de East Japan Railway Company.
Annaka ligt aan de Jōshin-etsu-autosnelweg en aan de autoweg 18.

## Aangrenzende steden
- Takasaki
- Tomioka

## Stedenbanden
Annaka heeft een stedenband met
- Kimberley, Brits-Columbia, Canada, sinds 16 december 2005.